# Air Suning
Air Suning is een bestuurslaag in het regentschap Sumbawa Barat van de provincie West-Nusa Tenggara, Indonesië. Air Suning telt 1681 inwoners (volkstelling 2010).